# Nel Grönland
Nel Grönland, eigentlich Emanuel Grönland, auch Nelius Grönland (* 4. April 1859 in Barbizon bei Paris; † 30. November 1918 in Steglitz), war ein deutscher Porträt- und Stilllebenmaler.

## Leben
Grönland wurde als Sohn des deutsch-dänischen Stillleben- und Dekorationsmalers Theude Grönland und dessen Ehefrau Simone Olympe, geborene Maréschal, in der Künstlerkolonie Barbizon geboren. Wie auch sein älterer Bruder René erhielt er väterlichen Unterricht. Nachdem die Familie 1868/1869 nach Berlin umgezogen war, ging er dort zur Königlich Preußischen Akademie der Künste, wo Michael und Julius Schrader seine Lehrer waren. In den Jahren zwischen 1890 und 1910 hielt sich Grönland mehrfach in den Niederlanden auf. Er hatte einen Sohn, der 1891 in Berlin geboren wurde.

## Werke (Auswahl)

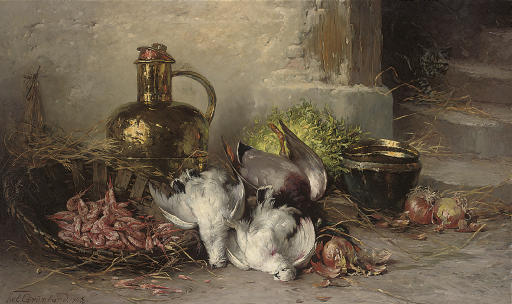
Fasane, Zwiebeln und Garnelen vor einer Treppe, 1908

Grönland fertigte ein großes Gemälde für das Tropenhaus der Berliner Kolonialausstellung, auf dem eine schwarze Frau und ein schwarzer Mann inmitten von tropischen Früchten zu sehen waren.
- Warnemünde, 1898
- Trauben, Pfirsiche, Ananas und Champagner, 1899
- Ananas, Wassermelone, Pfirsiche und Trauben in einem Korb, 1903
- Fasane, Zwiebeln und Garnelen vor einer Treppe, 1908